# 弛張熱
弛張熱（しちょうねつ,英remittent fever, 独remittierendes Fieber, 羅febris remmittens）とは、患者の発熱の類型（体温の変動の経過を追った変動）を分類した熱型のうちの一つである。

弛張熱では、日差が1℃以上で、最低体温が37℃以上である。

代表的疾患は敗血症、膿瘍、膠原病、成人still病など。。

## 概念

### 弛張熱
自然経過の中で患者の体温がどう推移するかを熱型といい、医師は様々な検査とともに熱型表も参考にして、診断を下す。
このうち、日差が1℃以上で、最低体温が37℃以上のものが弛張熱である。

### 現在の熱型の意義
熱型を知るためには患者に抗生剤や解熱薬を投与できず、患者は熱型を調べる期間中、苦痛を被ることになる。現在でも、他の諸検査の発達に伴って、診断における熱型の重要性が相対的に小さくなってきたことから、早期に解熱剤・抗生剤を投与して患者の苦痛を最小限に留めようという立場と、依然できる限り解熱剤や抗生剤を使用せずに、熱の程度、熱型を観察する事が重要であるとする立場とがある。
多くの疾患では熱型によらなくても診断を下せるが、特に不明熱などでは診断を付けて適切な治療を行なうために、可能な限り熱型の観察に努め、その間に十分な細菌学的検査を行なうことが望まれている。
このように、どちらの対場がよい悪いの問題ではなく、臨機応変に両者を使い分ける技能が医師には求められる。

## その他の熱型
稽留熱 continuous fever　日差１℃以内で持続
大葉性肺炎、腸チフス、ブルセラ症、粟粒結核
間欠熱 intermittent fever　高熱期と無熱期の日差が１℃以上で最低体温が３７℃以下
マラリア、敗血症、Felty症候群
回帰熱 relapsing fever　１ないし数日の正常体温期の間に短期間の有熱期
ボレリア感染、Hodgkinリンパ腫
周期熱　規則的な周期を持つ
マラリア（3日熱、4日熱）
波状熱 undulant fever　有熱期と無熱期が不規則に現交互にあらわれる
ブルセラ症